# Viviennea ardesiaca
Viviennea ardesiaca är en fjärilsart som beskrevs av Rothschild 1909. Viviennea ardesiaca ingår i släktet Viviennea och familjen björnspinnare. Inga underarter finns listade i Catalogue of Life.